# Tubilla del Agua
Tubilla del Agua ist ein Ort und eine nordspanische Landgemeinde (municipio) mit nur noch 128 Einwohnern (Stand: 2024) im Nordwesten der Provinz Burgos in der Autonomen Gemeinschaft Kastilien-León. Die Gemeinde besteht neben dem Hauptort aus den Ortschaften Bañuelas de Rudrón, Covanera, San Felices de Rudrón und Tablada del Rudrón. 

## Lage und Klima
Die Gemeinde Tubilla del Agua liegt in der kastilischen Hochebene (meseta) am Río Rudrón ca. 40 km (Fahrtstrecke) nordnordwestlich der Provinzhauptstadt Burgos in einer Höhe von ca. 777 m. Die Gemeinde liegt überwiegend im Parque Natural Hoces del Alto Ebro y Rudrón. Bekannt sind die Wasserfälle des Río Ornillo und des Río Rudrón sowie die Karsthöhlen (u. a. Pozo Azul).
Das Klima ist gemäßigt bis warm; Regen (ca. 656 mm/Jahr) fällt übers Jahr verteilt.

## Bevölkerungsentwicklung
| Jahr      | 1970 | 1981 | 1991 | 2001 | 2011 | 2021 |
| Einwohner | 333  | 177  | 166  | 178  | 179  | 142  |

## Sehenswürdigkeiten
- Iglesia de Santa María in Tubilla del Agua
- Iglesia de San Esteban Protomartír in Bañuelos del Rudrón
- Iglesia de San Juan
- Iglesia La Vieja San Miguel in Tubilla del Agua
- Pozo Azul in Covanera

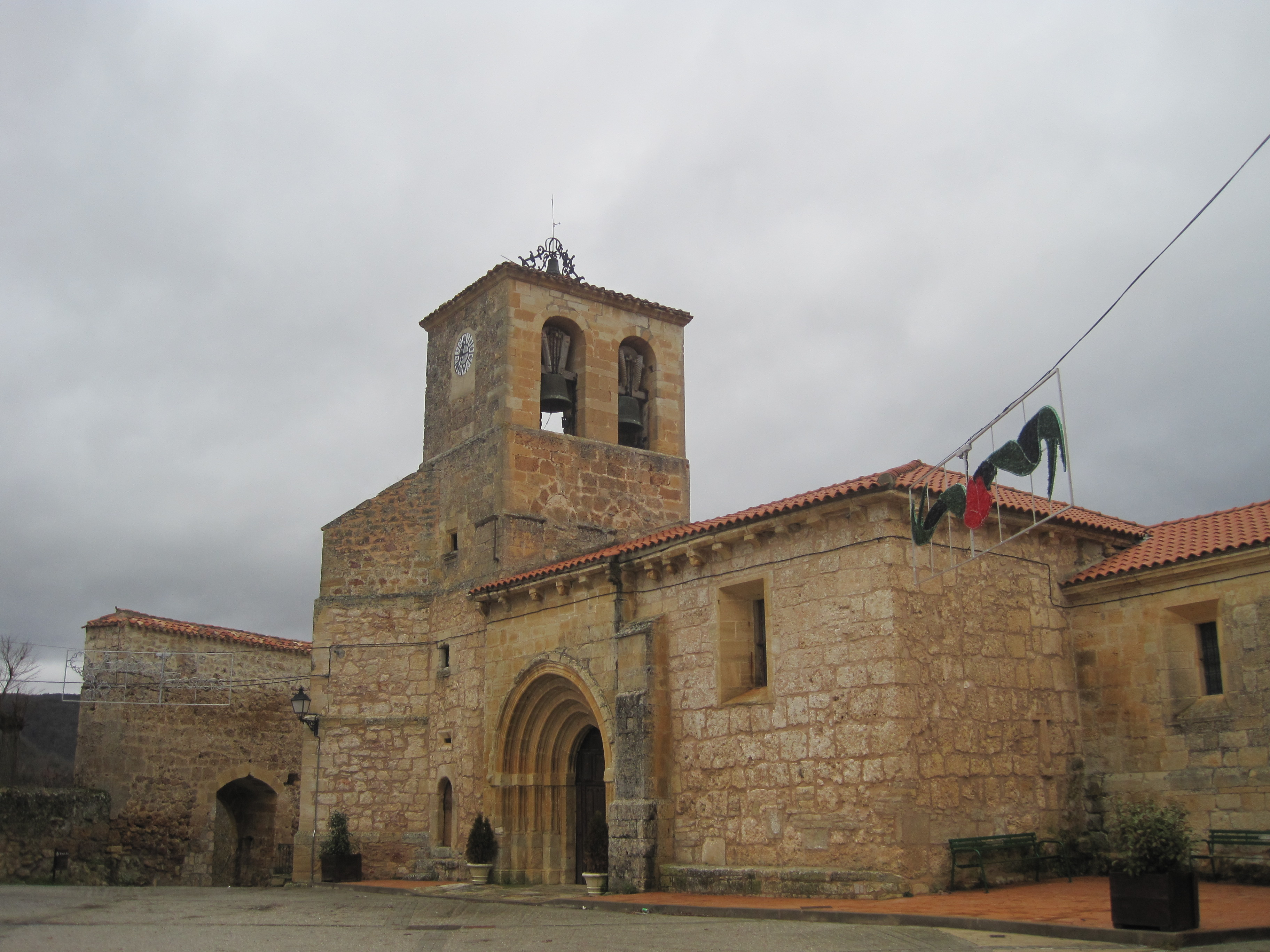
Iglesia de Santa María
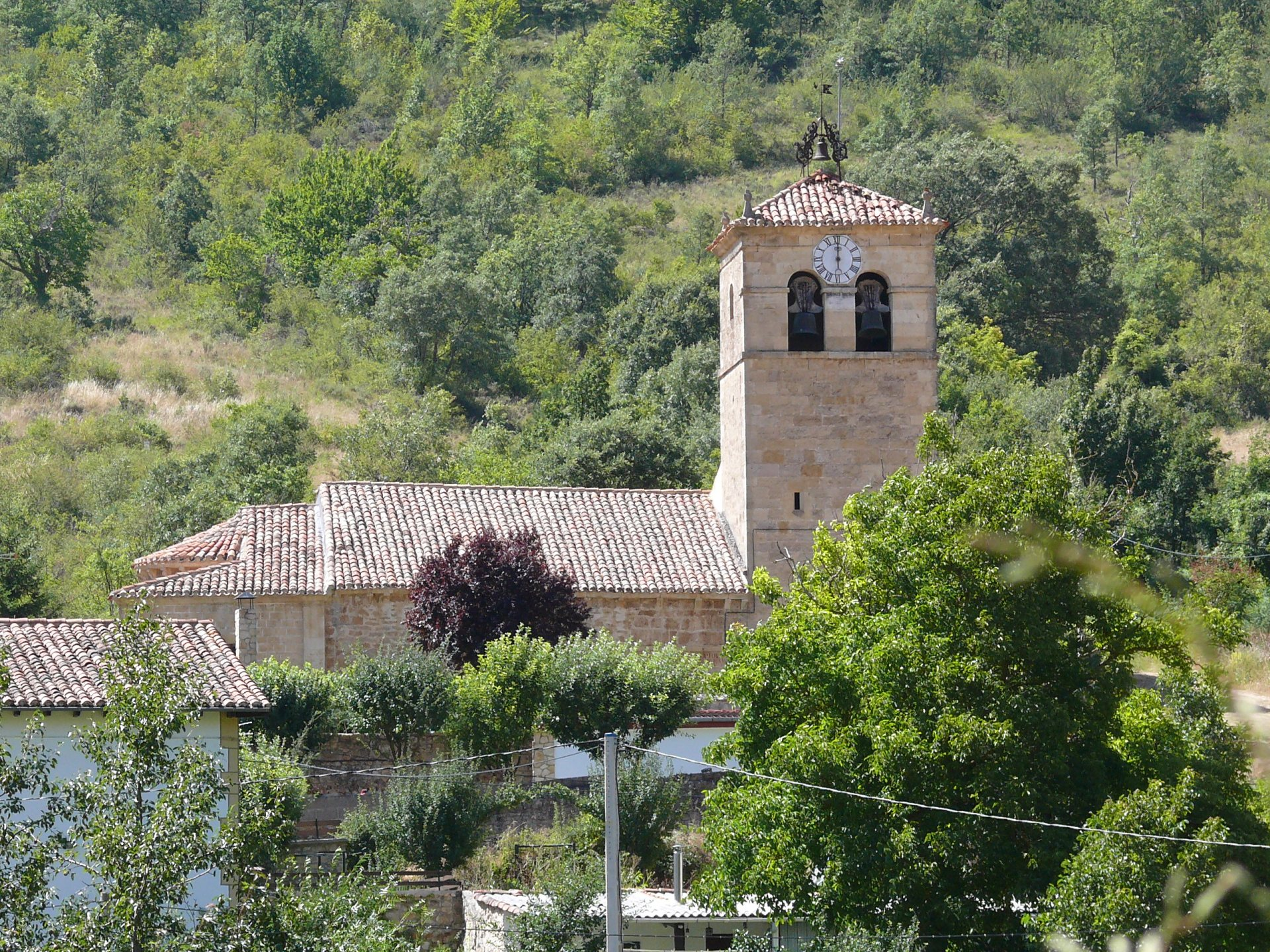
Iglesia de San Esteban Protomartír
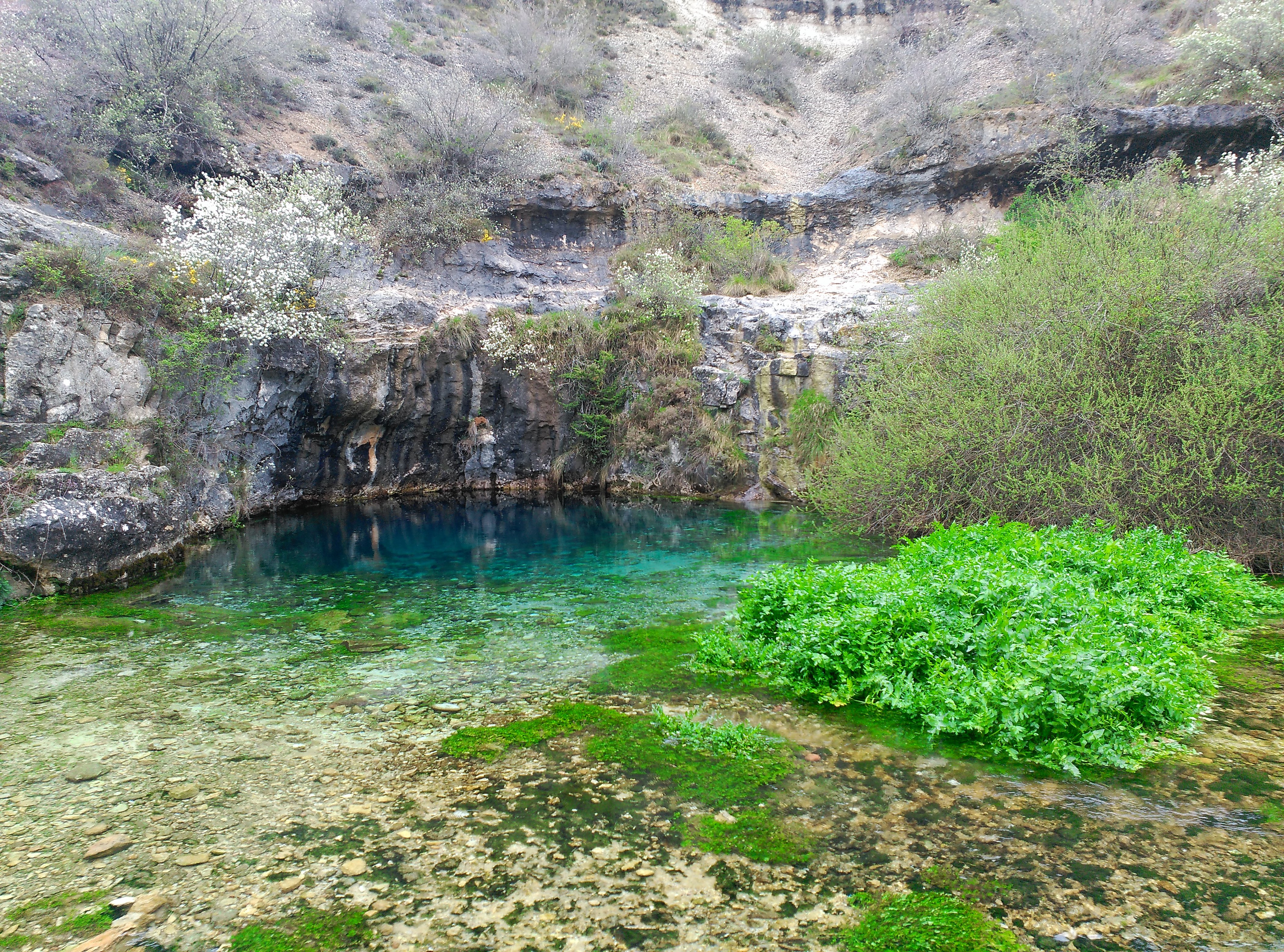
Pozo Azul